# 亚砜

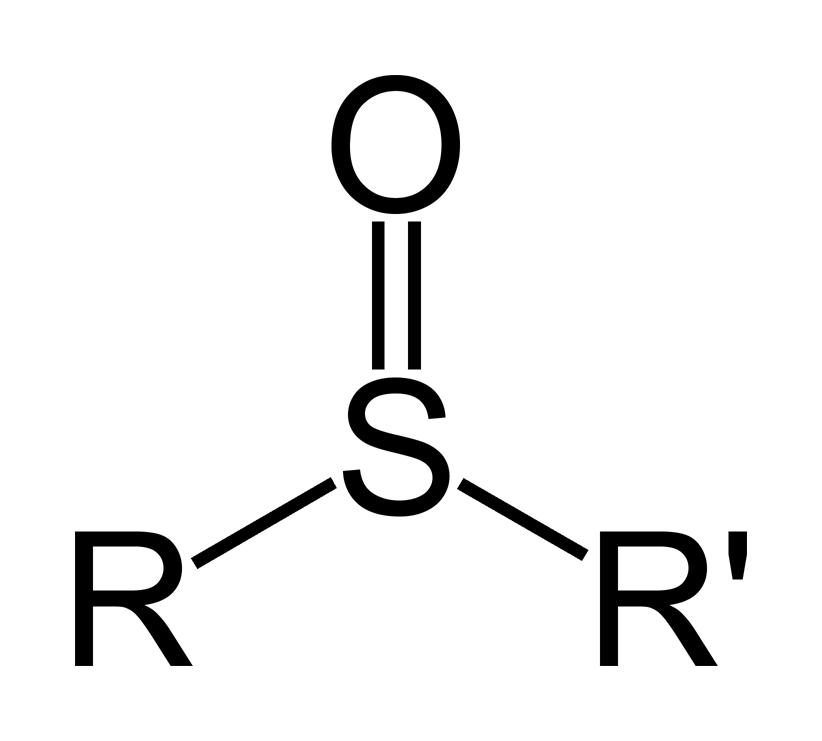
亚硫酰基

亚砜是含有亚硫酰基（>S=O）官能团的一类有机化合物。常见的亚砜有溶劑二甲基亞碸、蒜氨酸等。

## 性质
亚砜的通式为R-S(=O)-R'，其中R和R'是有机基团。亚砜中硫和氧之間的鍵介乎於配位鍵和帶極性的雙鍵之間。亚砜中的成键与氧化叔膦（R3P=O）类似，由于电负性差异，S=O键帶極性，其中硫显正价，氧显负价，共振式如下：
硫原子为四面体结构，有一对孤对电子，类似于sp3杂化的碳原子。當硫所連接的两個基團不相同时，就會產生手性，比如甲基苯基亞碸。
有时构型转换所需的能量相当高，室温下的外消旋速率很慢，以至于对映体相对稳定。有些手性的亚砜在医药中有应用，比如埃索美拉唑和阿莫达非。對於烯丙基或苄基亚砜，構型轉換的能壘比較低。此外，亚砜也被用作手性辅助剂。

## 製備
亞碸可由硫醚以過氧化氫、高碘酸鈉等氧化劑氧化得到。
很多有手性的亚砜可从非手性的硫醚为原料以不对称催化氧化反应進行合成，例如以酶、或過渡金屬和配體（如Sharpless不对称环氧化試劑的變體、錳、銅配合物等）作催化劑。例如，常見藥物埃索美拉唑合成的最後一步也涉及到如此的不對稱氧化。
除了以上提及的氧化反應，有機鋰試劑或格氏試劑與DABSO（DABCO-雙(二氧化硫)加合物）和TMS-Cl反應，通過亞磺酸鹽中間體，能夠實現亚砜的一鍋不對稱合成。
芳基亚磺酰卤和二芳基亞碸可以通過芳烴與氯化亚砜在路易斯酸催化劑（如三氯化铋、三氟甲磺酸铋、高氯酸鋰、高氯酸鈉）反應製備而成。

## 反应

### 氧化還原
亚砜中硫的氧化态为0，处于硫醚（-2）和砜（+2）之间。因此氧化硫醚时，依次会得到亚砜、砜。例如氧化二甲基硫醚时可以得到二甲基亞碸和二甲基砜。

### 酸鹼反應
亚砜可由强碱（如氢化钠）去质子化。

#### 普梅雷尔重排反应
亚砜可以參與普梅雷尔重排反应。亚砜首先被乙酸酐O-烷基化，然後被去質子化，乙酸根離去再進攻，生成重排產物。
反應涉及到親核體對硫鎓离子中間體的進攻，因此可以成為有機合成的其中一個有力的方法。例如，這反應應用於(-)-毒扁豆碱的不對稱合成。

### σ迁移反应
烯丙型亚砜可以參與Mislow–Evans重排反應，生成烯丙醇，此反應是[2,3]-σ迁移反应的一種。這反應應用於天然產物pyrenolide D與前列腺素E2的合成。反應通式如下：
反應機理如下圖所示：

### 烷基化
亚砜中硫原子具有親核性，可以與碘甲烷等親電體發生雙分子親核取代，接著去質子化生成氧硫葉立德。氧硫葉立德能參與约翰逊–科里–柴可夫斯基反应。由二甲亞碸所產生的氧硫葉立德（二甲基氧代亚甲基硫叶立德，Dimethyloxosulfonium methylide）稱為Corey-Chaykovsky試劑。

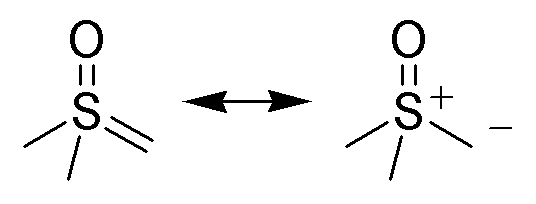
二甲基氧代亚甲基硫叶立德

若底物同時有碳-碳和碳-氧雙鍵，此葉立德優先與碳-碳雙鍵反應生成環氧化合物而非環丙烷。

### 其他
亚砜可以在加熱條件下發生Ei消除反應，生成相對應的烯烴和次磺酸：
CH3S(O)CH2CH2R  →  CH3SOH  +  CH2=CHR
次磺酸為強抗氧化劑，然而缺乏長期穩定性。
很多亚砜（如DMSO）都是很好的配體。現有很多種已知的過渡金屬亚砜配合物，如二氯化四(二甲基亚砜)合钌(II)。亚砜可以在氧原子或硫原子上與金屬成鍵，而前者比較常見。有研究表示數種金屬亚砜配合物有催化性質。
二甲基亞碸（簡稱DMSO）可用於許多氧化反應中，例如Pfitzner-Moffatt氧化反應(與碳二亚胺如二环己基碳二亚胺(DCC)）和斯文氧化反應（與三乙胺、草酰氯）。

Pfitzner-Moffatt氧化反應

斯文氧化反應